# Agenda kuir
Agenda kuir és una publicació periòdica en llengua castellana de temàtica queer i transfeminista. Es publica anualment del 2013 ençà en forma d'agenda amb contingut literari, acadèmic, gràfic i fotogràfic relacionat amb les dissidències sexuals i el transfeminisme. La publicació inclou nombroses efemèrides de l'activisme amb la voluntat de preservar la memòria del feminisme i de les diversitats sexuals i de gènere.
Durant els primers anys, Agenda kuir es va publicar des de la ciutat xilena de Valparaíso, però a partir de 2021 es publica tant a Valparaíso com a Barcelona. Entre els seus col·laboradors cal esmentar Sebastián Calfuqueo, Jorge Díaz, Lucía Egaña Rojas o val flores (sic). El 2017 va aparèixer un volum compilatori dels quatre anys anteriors titulat No más heterosexualidad obligatoria. El 2023 es va presentar una exposició retrospectiva amb motiu del desè aniversari d'Agenda kuir a l'Hospitalet de Llobregat i dos anys després es va organitzar una exposició semblant al Centre LGTBI de Barcelona.